# Starihov Vrh
Starihov Vrh je naselje u slovenskoj Općini Semiču. Starihov Vrh se nalazi u pokrajini Dolenjskoj i statističkoj regiji Donjoposavskoj regiji. 

## Stanovništvo
Prema popisu stanovništva iz 2002. godine naselje je imalo 16 stanovnika.